# Neotorularia tetracmoides
Neotorularia tetracmoides là một loài thực vật có hoa trong họ Cải. Loài này được (Boiss. & Hausskn.) Hedge & J. Léonard mô tả khoa học đầu tiên năm 1986.